# Liquorice
„Liquorice” este un cântec a rapperiței Americane Azealia Banks de pe EP-ul de debut 1991 (2012) Piesa a fost lansată pe contul lui Banks de Tumblr pe data de 18 decembrie 2011, și a fost lansată mai târziu pe cale digitală pe data de 4 decembrie 2012. Construită în jurul piesei lui Lone "Pineapple Crush", "Liquorice" este o piesă acid house care încorporează sintetizării în compoziția sa. Liric, piesa conține un joc de cuvinte din Harlem, originile lui Banks, și este inspirată de întâlnirile inerrasiale. Un videoclip pentru single a fost regizat de Rankin și a fost lansat în iunie 2012.
"Liqourice" a primit multe recenzii pozitive de la criticii de muzică, care au laudat-o pentru folosul piesei "Pinapple Crush" în cântec și l-a considerat atrăgător. Single-ul s-a poziționat la numărul 73 pe Ultratip Flanders in Belgia în iulie 2012. În susținerea piesei si EP-ului 1991, Banks a inclus "Liquorice" pe lista cântecelor pe care le va cânta la turneul ei Mermeid Ball și a cântat piesa BCC Radio 1 Hackney Weekend în 2012 și în 2013 la festivalul Glanstonbury.

## Videoclipul
Videoclipul oficial a piesei a fost lansat pe data de 14 iunie 2012. Videoclipul a fost regizat de către Rankin și stilizat de către Nicola Formichetti. În videoclip Banks apare îmbracată ca și o cowgirl călarind pe spatele calului. Becky Bain de la Idolator a scris: "Azealia poarta coarne de taur, ține o bâtă de baseball, linge seducător un Popsicle și ia o gura de hot dog." Robin Murray de la Clash a considerat videoclipul piesei ca și "generos."

## Lista pieselor
Descărcare digitală.
1. „Liquorice” – 3:16

## Clasamente
| Clasament (2012)           | Poziție maximă |
| -------------------------- | -------------- |
| Belgia (Ultratip Flanders) | 73             |